# 出瞳直径
出瞳直径（exit pupil）是折射望远镜中光线经过目镜汇聚后，在目镜后形成的亮斑的直径。
对于肉眼使用的光学器材，光线必须经过瞳孔后进入视网膜成像，人类的瞳孔在白天大约为3毫米，夜晚最大可达7毫米左右。在用光学器材观察的时候，目镜汇聚光线形成的亮斑将投射到瞳孔上，因此，越大的出瞳直径，给人感觉成像的亮度也越大。但大于瞳孔直径的出瞳直径是没有实用意义的。
出瞳直径的计算公式为： {\displaystyle p=D/M} 其中p代表出瞳直径，D代表物镜口径，M代表放大倍数。